# Organisationsaufstellung

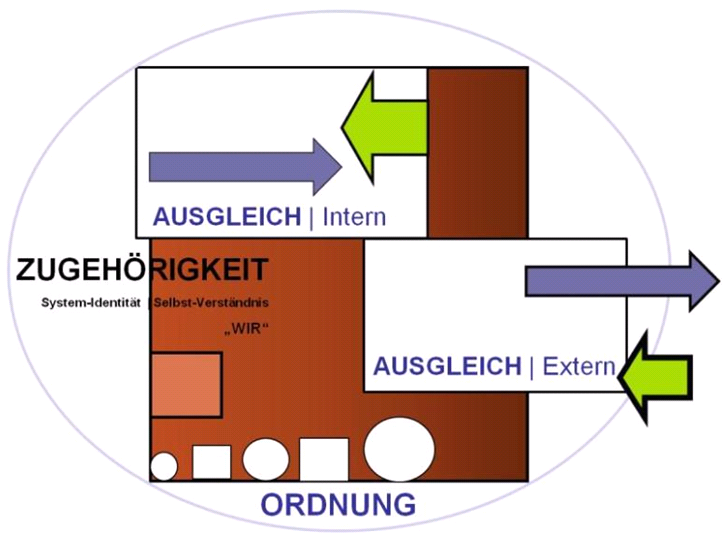
Parameter sozialer Systeme

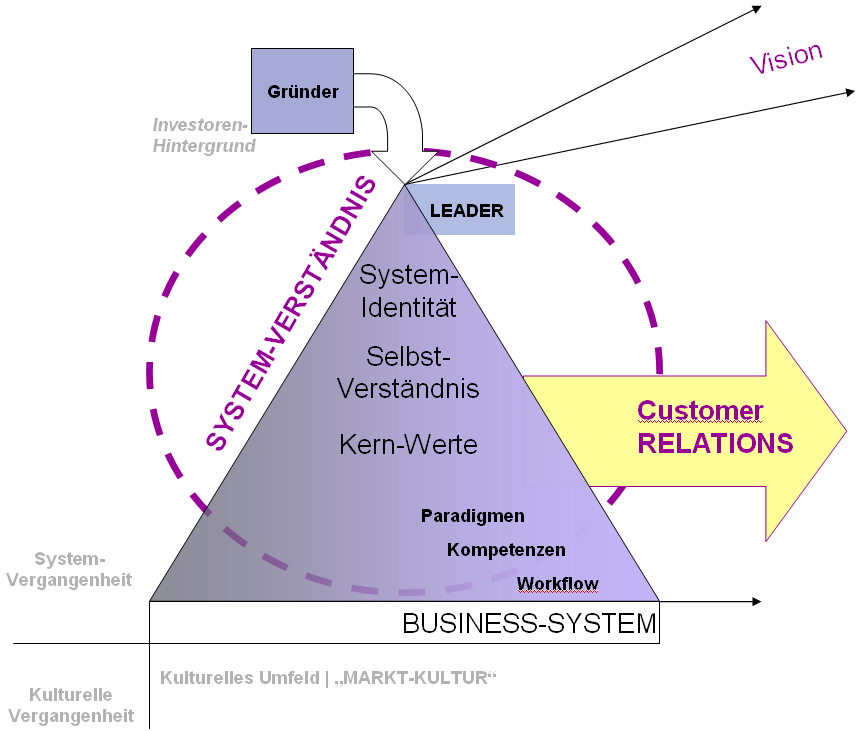
In der Organisationsaufstellung wird davon ausgegangen, dass Systemdynamiken von oben nach unten sowie auf die Art der Funktionalität der „Customer-Relations“ wirken.

Organisationsaufstellung ist eine Anwendungsform der systemischen Aufstellung. Diese nutzt die räumliche Veranschaulichung von (inneren) Beziehungsbildern personaler System-Einheiten. Fokussiert werden dabei bedeutsame Konstellationen (von Organisationseinheiten untereinander, von Mitarbeitern zueinander, von Mitarbeitern zur jeweiligen Leitung wie auch von Mitarbeitern zu Externen – „Customer-Relations“) sowie die Funktionalität, bzw. Dysfunktionalität jeweiliger Bezüge.
Ausgehend von der gruppendynamischen Annahme, dass innerhalb einer sozialen Gruppe (wie Familie, Team etc.) unterschiedliche rangdynamische Positionen zur Verfügung stehen, die einzelnen Positionen aufeinander abgestimmt und auf eine gemeinsame Aufgabe ausgerichtet agieren möchten, wurde dieses Konzept vorerst zur Arbeit mit Familien übernommen, entsprechend modifiziert (Ordnung) und weiter entwickelt (Ausgleich, Zugehörigkeit). Später übertrugen Gunthard Weber und Klaus Grochowiak (1998/1999) wesentliche Erkenntnisse aus diesem systemischen Ansatz auf Organisationen und prägten damit die Klasse der Organisationsaufstellung.
Sofern eine relevante System-Einheit der jeweiligen Organisation nicht ausgerichtet wirkt: Vielmehr diese mit sich selbst, als mit Ziel und Erreichung beschäftigt zu sein scheint, nicht rund läuft, das Team sich also selbst im Wege steht, so können bei „Organisationsaufstellung“  seine (offensichtlich verdeckten) Anordnungen und Ausrichtungen, welche das interne Zusammenspiel, bedingende Prozesse, wie auch extern-orientierte Abläufe, beeinflussen bis unterbinden, distanziert, also von einem Übergeordneten von außen betrachtet und (aus einer anderen Perspektive) nachvollzogen werden. Daraus kann (zunächst auf jeweiliger Leitungsebene) ein Paradigmenwechsel resultieren.

## Ablauf
Bei einer Organisationsaufstellung werden (aus einer systemfremden Seminargruppe) Stellvertreter für zu repräsentierende Mitarbeiter einer Organisationseinheit vom jeweiligen Teamverantwortlichen ausgewählt und anschließend im vorhandenen Raum in Relation zueinander aufgestellt (nach seinem subjektiven Empfinden). Aus der dann subjektiven Anordnung der jeweiligen Mitarbeiter-Positionen werden Beziehungsrelationen über Winkel, Entfernungen und andere Parameter räumlich nachempfunden. So wird auf bildliche Art und Weise die Dynamik des Teams – aus der Position des Verantwortlichen – dargestellt. Diese konstellative Darstellung jener Organisationseinheit wird Erstbild genannt.

## Erstbild
Nachdem die einzelnen Positionen (inkl. Leader) einer System-Einheit räumlich abgebildet (aufgestellt) im Raum stehen, scheinen vorerst und primär folgende Überlegungen wesentlich:
- Wer steht mit wem und inwiefern in Beziehung?
- Wie wirken die einzelnen Positionen (der Stellvertreter) und jene abgebildeten Beziehungen auf den Fokus (Stellvertreter des Anliegenträgers - Auftraggebers, bzw. Teamleaders)?
- Inwieweit kann der reale Auftraggeber aus den konstellativen Verhältnissen innerhalb des Erstbildes, bzw. aus verbalen wie nonverbalen Reaktionen seines Fokus sinnvollen Hinweis beziehen, Anregung gewinnen?

## Anliegen
Seitens des Auftraggebers ist ein klares Anliegen zur Aufstellungsarbeit erforderlich. Und weil in Organisationseinheiten Dynamiken aus dem Familiensystem eines Vorgesetzten auf die ihm Untergeordneten und deren Produktivität wirken können, ist es zielführend vorab zu klären, ob der Strukturebenenwechsel vom Business-Kontext zum privaten Kontext des jeweiligen Auftraggebers von diesem bei Bedarf gewünscht wird.

## Rezeption
Wirtschaftspsychologe Uwe P. Kanning kann der Methode der Organisationsaufstellung nichts abgewinnen. Er hält die aufgestellten Relationen und die diesbezügliche Deutung jeweiligen Erstbildes für willkürlich und glaubt nicht an eine repräsentative Wahrnehmung der Stellvertreter, bezweifelt das Phänomen eines sogenannten wissenden Feldes, hält vielmehr ein „gerütteltes Maß an Suggestibilität“ der Teilnehmer für maßgeblich. Ebenso bezweifelt er die innere (visuelle) Repräsentation hierarchischer Ordnung bzw. diesbezüglicher Parameter innerhalb eines (unbewusst organisierten) inneren Bildes
Die Organisationsaufstellung wird auch von der systemischen Beratung (als „Tool“) genutzt. Stefan Kühl thematisiert den blinden Fleck der systemischen Beratung hinsichtlich Macht in sozialen Systemen, konkret erläutert sein Politisierungsdilemma jene zunehmend (strukturelle) Hierarchieproblematik in Organisationen. Im Rahmen des (teilweise ausgeblendeten) Parameters Ordnung (innerhalb systemischer Aufstellungsarbeit) lässt sich Kühls Kritik entsprechend einordnen und wurde 2006 aufgegriffen.